# Campeonato de Oceanía de Judo de 2018
El XXXI Campeonato de Oceanía de Judo se celebró en Numea (Francia) entre el 6 y el 7 de abril de 2018 bajo la organización de la Unión de Judo de Oceanía.
En total se disputaron doce pruebas diferentes, siete masculinas y cinco femeninas.

## Resultados

### Masculino
| Evento  | Oro                        | Plata                           | Bronce                                                              |
| ------- | -------------------------- | ------------------------------- | ------------------------------------------------------------------- |
| –60 kg  | Joshua Katz Australia      | Gensric Sakiman Nueva Caledonia | Sam Entwistle Nueva Zelanda                                         |
| –66 kg  | Kyle McIndoe Australia     | James Entwistle Nueva Zelanda   | Rexly Theuil Vanuatu                                                |
| –73 kg  | Calvin Knoester Australia  | Kinsley Vui Papúa Nueva Guinea  | Gaston Lafon Polinesia Francesa Laurent Taimourlank Nueva Caledonia |
| –81 kg  | Eoin Coughlan Australia    | Anthony Kouros Australia        | Elliott Connolly Nueva Zelanda Joshter Andrew Guam                  |
| –90 kg  | Sebastian Temesi Australia | Teva Gouriou Nueva Caledonia    | Tanguy Lapointe Nueva Caledonia Ockert Steyn Nueva Zelanda          |
| –100 kg | Tevita Takayawa Fiyi       | David Put Nueva Caledonia       | Jason Koster Nueva Zelanda                                          |
| +100 kg | Liam Park Australia        | Derek Sua Samoa                 | —                                                                   |

### Femenino
| Evento | Oro                         | Plata                         | Bronce                                                     |
| ------ | --------------------------- | ----------------------------- | ---------------------------------------------------------- |
| –48 kg | Caroline Hain Australia     | Emma Rouse Nueva Zelanda      | —                                                          |
| –57 kg | Qona Christie Nueva Zelanda | Florence Daoleuang Vanuatu    | Justine Bishop Nueva Zelanda                               |
| –63 kg | Katharina Haecker Australia | Maeve Coughlan Australia      | Louise Kelly Nueva Zelanda Emeline Kaddour Nueva Caledonia |
| –70 kg | Aoife Coughlan Australia    | Esther Dumons Nueva Caledonia | —                                                          |
| –78 kg | Anais Gopea Nueva Caledonia | Melanie Wallis Australia      | Aickessa Atuvaha Nueva Caledonia                           |

## Medallero
| Núm. | País               | Oro | Plata | Bronce | Total |
| ---- | ------------------ | --- | ----- | ------ | ----- |
| 1    | Australia          | 9   | 3     | 0      | 12    |
| 2    | Nueva Caledonia    | 1   | 4     | 4      | 9     |
| 3    | Nueva Zelanda      | 1   | 2     | 6      | 9     |
| 4    | Fiyi               | 1   | 0     | 0      | 1     |
| 5    | Vanuatu            | 0   | 1     | 1      | 2     |
| 6    | Papúa Nueva Guinea | 0   | 1     | 0      | 1     |
| 6    | Samoa              | 0   | 1     | 0      | 1     |
| 8    | Guam               | 0   | 0     | 1      | 1     |
| 8    | Polinesia Francesa | 0   | 0     | 1      | 1     |
|      | TOTAL              | 12  | 12    | 13     | 37    |